# Richard Robarts
Richard Andrew Robarts (* 22. September 1944 in Bicknacre, Essex) ist ein ehemaliger britischer Autorennfahrer.

## Die Anfänge der Karriere
Robarts begann erst mit 25 Jahren mit dem aktiven Motorsport. Ab 1969 bestritt er die britische Formel-Ford-Meisterschaft, konnte jedoch erst 1972 seinen ersten Sieg erzielen. Im folgenden Jahr wechselte Robarts in die Lombard North Formel-3-Serie und gewann diese zusammen mit dem punktgleichen Engländer Tony Brise.

## In der Formel 1
Für die Formel 1 Weltmeisterschaft 1974 kaufte sich Robarts in Bernie Ecclestones Brabham-Team ein. Bereits nach drei Rennen, in denen Robarts nur mäßige Resultate erzielen konnte, wurde er von Rikky von Opel, der über ein größeres Budget als Robarts verfügte, abgelöst.
Beim Großen Preis von Schweden wurde Robarts für das Team von Frank Williams mit einem Iso-Marlboro FW02 als Fahrer gemeldet. Kurz vor Beginn des Zeittrainings entschied das Team jedoch, das Auto dem Dänen Tom Belsø anzuvertrauen. Belso hatte bereits zwei Rennen für Williams bestritten und kurzfristig doch noch die Finanzierung seines Einsatzes gesichert.

## Sonstige Rennen
Zwischen 1975 und 1977 bestritt Robarts zahlreiche Rennen in Sportwagen, Tourenwagen und in der Formel-2-Europameisterschaft. Nach einem schweren Unfall 1976 bei einem Formel-2-Rennen im italienischen Vallelunga startete Robarts nur noch sporadisch bei Autorennen. 1978 beendete er seine Karriere mit einem Gaststart im Porsche 924-Cup.

## Dies und Das
Beim Grand Prix von Südafrika 1974 beklagte sich Robarts gegenüber Bernie Ecclestone über die seiner Ansicht nach mangelnde Publicity, die ihm bei Brabham zuteilwerde. Ecclestone reagierte auf seine Art. Er ließ den Namen Robarts in riesigen Buchstaben auf die Seitenwände des Brabham malen. Nach Beendigung des Trainings konnte Robarts durchsetzen, dass Ecclestone die ungewöhnliche Bemalung wieder entfernen ließ.

## Statistik

### Statistik in der Automobil-Weltmeisterschaft

#### Gesamtübersicht
| Saison | Team     | Auto                       | Rennen | Nichtqualifikationen | Starts | Punkte | Position |
| ------ | -------- | -------------------------- | ------ | -------------------- | ------ | ------ | -------- |
| 1974   | Brabham  | Brabham BT 44 Cosworth     | 3      | .                    | 3      | -      | -        |
| 1974   | Williams | Iso Marlboro FW02 Cosworth | 1      | -                    | -      | -      | -        |
| Gesamt |          |                            | 4      | -                    | 3      | -      | -        |